# 모그 (음악가)
모그(1972년 ~ )는 베이시스트, 작곡가이다.

## 작품 목록
- 2024 데드맨 (음악)
- 2023 페이스 (음악)
- 2023 거미집 (음악)
- 2023 비공식작전 (음악)
- 2023 귀공자 (음악)
- 2023 소울메이트 (음악)
- 2022 자백 (음악)
- 2022 달이 지는 밤 (음악)
- 2022 마녀(魔女) Part2. The Other One (음악)
- 2021 그라운드 제로 (음악)
- 2021 노회찬6411 (음악)
- 2020 언택트 (음악)
- 2020 다만 악에서 구하소서 파이널컷 (음악)
- 2020 다만 악에서 구하소서 (음악)
- 2020 반도 (음악)
- 2019 낙원의 밤 (음악)
- 2019 시동 (음악)
- 2019 광대들: 풍문조작단 (음악)
- 2019 엑시트 (음악)
- 2019 기방도령 (음악)
- 2019 비스트 (음악)
- 2019 롱 리브 더 킹: 목포 영웅 (음악)
- 2018 완벽한 타인 (음악)
- 2018 미쓰백 (음악)
- 2018 물괴 (음악)
- 2018 인랑 (음악)
- 2018 마녀 (음악)
- 2018 버닝 (음악)
- 2017 로마서 8:37 (음악)
- 2017 미옥 (음악)
- 2017 범죄도시 (음악)
- 2017 여배우는 오늘도 (음악)
- 2017 브이아이피 (음악)
- 2017 하루 (음악)
- 2017 대립군 (음악)
- 2017 더 킹 (음악)
- 2016 밀정 (음악)
- 2016 동주 (음악)
- 2016 프랑스 영화처럼 (음악)
- 2016 나를 잊지 말아요 (음악)
- 2015 고양이춤 (음악)
- 2015 최고의 감독 (음악)
- 2015 비공식 개강총회 (음악)
- 2015 성난 변호사 (음악)
- 2015 협녀, 칼의 기억 (음악)
- 2015 조류인간 (음악)
- 2014 여배우 (음악)
- 2014 자전거 도둑 (음악)
- 2014 세가지 색 - 삼생 (음악)
- 2014 킬러 앞에 노인 (음악)
- 2014 마담 뺑덕 (음악)
- 2014 역린 (음악)
- 2014 수상한 그녀 (음악)
- 2013 더 엑스 (음악)
- 2013 뒷담화:감독이 미쳤어요 (음악)
- 2013 라스트 스탠드 (음악)
- 2012 에덴 (음악)
- 2012 광해, 왕이 된 남자 (음악)
- 2012 인류멸망보고서 (음악)
- 2011 도가니 (음악)
- 2010 Bang! (음악)
- 2010 슈퍼 덕후 (음악)
- 2010 세로본능 (음악)
- 2010 Cross, 그녀에게 장미를 (음악)
- 2010 지상의 밤 (음악)
- 2010 Faces Places (음악)
- 2010 카멜리아 (음악)
- 2010 인플루언스 (음악)
- 2010 악마를 보았다 (음악)
- 2009 플래닛 비보이 (음악)

## 수상
- 2024년 제33회 부일영화상 음악상 (거미집)
- 2023 제10회 한국영화제작가협회상 음악상(거미집)
- 2019 MIAMI FILM FESTIVAL Alacran Music in Film Award (버닝)
- 2018 제27회 부일영화상 음악상 (버닝)
- 2017 제11회 아시안 필름 어워드 최우수 작곡상 (밀정)
- 2016 제3회 한국영화제작가협회상 음악상 (밀정)
- 2016 제36회 한국영화평론가협회상 음악상 (밀정)
- 2016 제25회 부일영화상 음악상 (동주)
- 2014 제51회 대종상 음악상 (수상한 그녀)
- 2012 제49회 대종상 음악상 (광해, 왕이 된 남자)
- 2011 제32회 청룡영화상 음악상 (도가니)
- 2010 제31회 청룡영화상 음악상 (악마를 보았다)